# Карстен Бродовський
Карстен Бродовський (нім. Karsten Brodowski; 22 червня 1985, Нойруппін) — колишній німецький весляр. 2007 року виграв дві бронзові медалі в парному веслуванні.
До 2008 року Карстен Бродовський був у складі спортивного клуба з Потсдама, потім у Берліні почав займатися академічним веслуванням у Свена Уека. 2004 року Бродовський став чемпіоном світу серед молоді до 23 років. 2005 року на чемпіонаті світу в змаганнях серед дорослого класу увійшов до фіналу. 2006 року Бродовський та його товариш Ганс Груне стали чемпіонами світу. Бродовський — в змаганнях за "U23-Weltmeister". Ганс Груне — в змаганнях за "Junioren-Weltmeisterschaften". 2007 року в Мюнхені разом із Рене Бертрамом і Робертом Сенсом вони здобули бронзову медаль. 
2008 року, за шість тижнів до початку літніх олімпійських ігор, кваліфікував 19-річного Клеменса Венцеля. При такому короткому терміні кваліфікації вдалося посісти дев'яте місце. 2009 року в Познані, разом із Марселем Гаккером здобули бронзову медаль. Після двох років невдач у відбірних змаганнях для національних команд. 2012 року на відбірних змаганнях літніх олімпійських ігор йому вдалося посісти друге місце, а також неофіційно встановити новий світовий рекорд на гребному ергометрі Concept2, пройшовши 6000 м. за 18 хв. Проте керівник Маркус Шварцрок вирішив вилучити Бродовського з подальшого процесу формування команди. Причиною цього була відсутність екіпажу на човні Бродовського. Це рішення, того ж року, призвело до завершення кар'єри Карстена Бродовського.

## Спортивні досягнення
- 2002: 2. Четвірка (Junioren-Weltmeisterschaften)
- 2004: 1. Четвірка (U23-Weltmeisterschaften)
- 2005: 6. Четвірка (Weltmeisterschaften)
- 2006: 1. Одиночка (U23-Weltmeisterschaften)
- 2007: 3. Четвірка (Weltmeisterschaften)
- 2008: 9. Двійка (Olympische Spiele)
- 2009: 3. Четвірка (Weltmeisterschaften)
- U19-Weltrekord auf Concept2: 5:47,0 хв.
- U23-Weltbestzeit im Einer: 6:46,7 хв.